# Demir Hisar
Demir Hisar (makedonski: Демир Хисар) je gradić u Sjevernoj Makedoniji, smješten je na putu između Kičeva i Bitole. 
Sjedište je istoimene Općine Demir Hisar, koja ima oko 9497 (popis iz 2002.) stanovnika.

## Zemljopisne osobine
Demir Hisar nalazi se u planinskom kraju, u gornjem toku Crne Reke između, Ilinske, Plakenske i planine Bigla. Plakenska Planina sa svojim najvećim vrhom od 2000 m odvaja ovaj kraj od Prespansko-Ohridskog teritorija. Površina Općine Demir Hisar je 478 km² tako da ima svega 21,5 stanovnika na km².
Zbog bogatstva ovih planina željeznom rudačom čitav ovaj kraj je zvan Železnik (Željeznik). Grci su ga zvali Sidero Kastron, a Turci Demir Hisar što znači Željezna planina. Gospodarsvo se temelji na stočarstvu, rudarstvu (Rudnik Sopotnica) i eksploataciji drva.

## Povijest naselja
Demir Hisar je novo naselje, počeo se izgrađivati tek od 1945. godine, kada je tu osnovana teritorijalna upravna jedinica.  Prvo sjedište imala je u selu Lopatica, koje je zatim 1946. preseljeno u selo Murgaševo iz kojeg je nastao današnji Demir Hisar.
Od tada Demir Hisar brzo raste, tako je 1961. godine imao 1129 stanovnika a 1981. 2283, a 1985. 2633 stanovnika. 
Današnji Demir Hisar je mali gradić sa svim urbanim inventarom, vodovodom, kanalizacijom i cestama. Od 1953. godine u Demir Hisaru radi psihijatarska bolnica s 425 kreveta. 

## Stanovništvo
Po popisu iz 2002. grad Demir Hisar imao je 2593 stanovnika, njihov nacionalni sastav bio je:
- Makedonci 2473 (95,37 %)
- Albanci 62
- Turci 22
- Romi 11
- Vlasi 6
- Srbi 7
- Bošnjaci 2
- ostali 10